# مبادئ التعلم
حدد علماء النفس التربويون والمعلمون العديد من مبادئ التعلم, والمُشار إليها أيضًا باسم قوانين التعلم, التي يبدو أنه من الممكن تطبيقها بشكل عام على عملية التعلم. ولقد تم اكتشاف هذه المبادئ واختبارها واستخدامها في المواقف العملية؛ حيث تسهم تلك المبادئ في تقديم رؤية إضافية حول السبل التي تجعل الأشخاص تتعلم بفعالية أكبر. وفي إطار ذلك، وضع إدوارد لي ثورندايك «قوانين التعلم:» الثلاثة الأولى وهي الاستعداد, والممارسة, والتأثير. ومنذ أن قام ثورندايك بوضع القوانين الثلاثة الرئيسية في مطلع القرن العشرين، تم كذلك إضافة خمسة مبادئ إضافية وهي: الأسبقية, والحداثة, والكثافة, والحرية والحاجة.
يتم تطبيق تلك المبادئ على نطاق واسع في مجال التعليم الفضائي، وغيره في العديد من المجالات الأخرى، على النحو المبين أدناه:

## الاستعداد
يتضمن معنى الاستعداد توفر درجات من التركيز والشغف للمعرفة. فيمكن للأفراد التعلم بشكل أفضل عندما يكونون على استعداد جسدي وعقلي وعاطفي للتعلم، وبهذا لن يحققوا إفادة جيدة من التعلم إذا لم يروا سببًا من وراء التعلم. وعادة ما تكون مهمة جعل الطلاب على استعداد للتعلم، وإثارة اهتمامهم من خلال عرض قيمة الموضوع محل الدراسة، وتوفير التحدي العقلي والجسدي الدائم مسؤولية المعلم. وإذا كان الطلاب يمتلكون عزمًا قويًا، وهدفًا واضحًا، وسببًا محددًا لتعلم شيء ما، فسيحققون تقدمًا أكبر من أولئك الذين يفتقرون إلى الدافع. وبعبارة أخرى، عندما يكون الطلاب على استعداد للتعلم، فهم بذلك يلتقون بالمعلم في منتصف الطريق على الأقل، مسهّلين على المعلم مهمته.
نظرًا لأن التعلم يعد عملية نشطة، لذلك يلزم أن يتمتع الطلاب بقدر ملائم من الراحة والصحة والقدرة البدنية. كذلك، يلزم تلبية الاحتياجات الأساسية للطلاب قبل أن يكونوا على استعداد للتعلم أو قادرين عليه. فلا يمكن للطلاب الذين يعانون من إجهاد أو في حالة صحية سيئة تعلم الكثير. فإذا تشتت انتباههم بسبب المسؤوليات أو المصالح أو المخاوف الخارجية أو كان لديهم جداول أعمال مكتظة، أو غير ذلك من القضايا التي لم تحل، فقد يصبح الطلاب أقل اهتمامًا بتحصيل العلم.

## الممارسة
ينص مبدأ الممارسة على أن تلك الأشياء التي يتم تكرارها كثيرًا يسهل تذكرها على نحو أفضل. وذاك هو أساس التدريب والممارسة. وقد ثبت أن الطلاب يتعلمون بشكل أفضل ويحتفظون بالمعلومات في أذهانهم لفترة أطول عندما يتبعون أساليب الممارسة والتكرار المجدية. ويكمن السر هنا في وجوب أن تكون الممارسة هادفة. ومن الواضح أن الممارسة يمكن أن تثمر عن تحسن فقط في حالة ما أتبعها تقييم إيجابي.
من المعروف أن ذاكرة الإنسان عرضة للخطأ. فقلما يستطيع العقل الاحتفاظ بالمفاهيم والممارسات الجديدة وتقييمها وتطبيقها بعد التعرض لها لمرة واحدة. كذلك، لن يتعلم الطلاب المهام المعقدة من جلسة واحدة. إنهم يتعلمون من خلال تطبيق ما قيل لهم وما عُرض عليهم. وفي كل كل مرة يتم بها الممارسة، يواصل التعلم تقدمه. ومن بين أساليب الممارسة تذكير الطالب ومراجعة مواده وعمل الملخصات والقيام بالتدريبات اليدوية والتطبيقات الفيزيائية. فكل هذه الممارسات تعمل على خلق عادات اكتساب العلم لدى الطالب. وعلى المعلم تكرار المواد الهامة من الموضوع محل الدراسة في فترات زمنية فاصلة معقولة، وإتاحة الفرص للطلاب للممارسة مع التأكد أن العملية موجهة نحو تحقيق هدف.

## التأثير

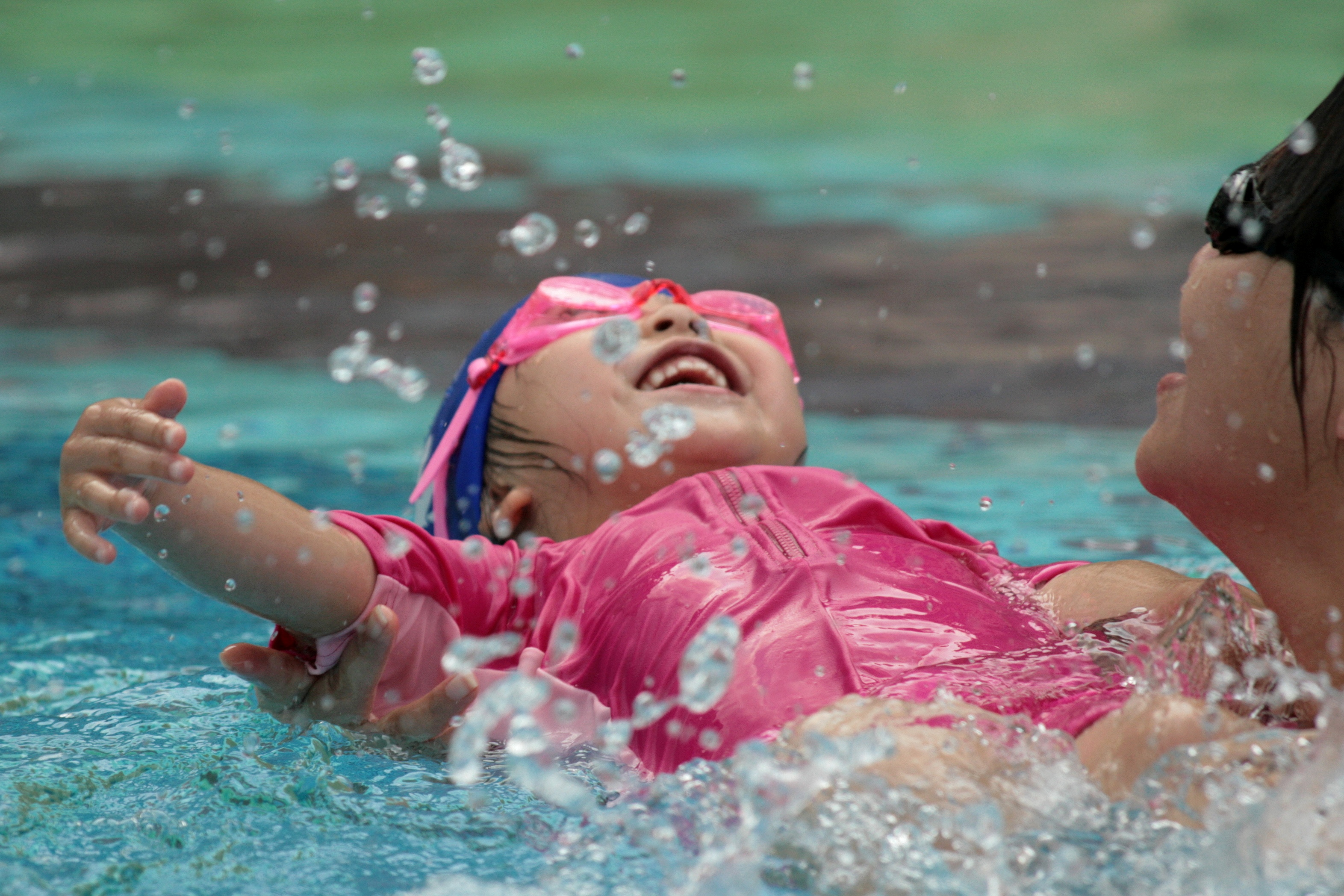
الاستمتاع بالمياه - تعلم سباحة الظهر

يرتكز مبدأ التأثير على مقدار التفاعل العاطفي للطلاب. فيرتبط التأثير بعلاقة مباشرة مع الدافع. يتضمن مبدأ التأثير فكرة إمكانية تعزيز التعليم عندما يكون مصحوبًا بشعور بالسرور أو الرضا، ويقل عندما يكون مصحوبًا بشعور غير مريح. فسيسعى الطلاب جاهدين في مواصلة القيام بما يبعث في نفسهم تأثيرًا سارًا لمواصلة التعلم. ويعد التعزيز الإيجابي أكثر قدرة على تحقيق نجاح وكذا تحفيز المتعلِم، وبهذا على المعلم الاعتراف والإشادة بتحسن أداء الطلاب. فأيًا كان وضع التعلم، يلزم أن يحتوي على العناصر التي تؤثر على الطلاب إيجابيًا وتمنحهم شعورًا بالرضا. وبالتالي، ينبغي على المعلمين أن يكونوا حذرين عند استخدام أسلوب العقاب في الفصول المدرسية.
ومن الالتزامات الهامة التي يجب على المعلم أن يضعها نصب عينيه إعداد حالة التعلم بطريقة تجعل كل متدرب قادرًا على رؤية الدليل على تقدمه وتحقيق قدر من النجاح. فالتجارب التي تخلق شعورًا بالهزيمة أو الإحباط أو الغضب أو الارتباك أو الشعور بعدم الجدوى كلها بمثابة تأثيرات غير مريحة بالنسبة للطلاب. فعلى سبيل المثال، إذا حاول المعلم تعليم الطلاب مفاهيم متقدمة حول المشاركة الأولية، فعلى الأرجح سيشعر الطلاب بالنقص والإحباط. قد يعمل إيصال انطباع للطلاب بمدى صعوبة المهمة المفترض تعلمها إلى صعوبة تعلم المهمة بالفعل. وعادةً يفضل إخبار الطلاب أن المشكلة أو المهمة، رغم صعوبتها، إلا أنها تقع في نطاق قدراتهم على فهمها أو أدائها. ولا يعني ذلك أن كل تجارب التعلم يلزم أن تكون ناجحة بالكامل، ولا تعني كذلك ضرورة أن يتقن الطالب كل درس بالكامل. ومع ذلك، يلزم أن تحتوي كل تجربة تعلم على العناصر التي تترك بعض المشاعر الطيبة لدى الطالب. وبالتأكيد، تزداد فرصة الطالب في تحقيق نجاح إذا كانت تجربة التعلم ممتعة.

## الأسبقية
غالبًا ما تخلق الأسبقية, حالة كونك الأول، انطباع قوي راسخ. فتعمل الأشياء التي تعلمتها أولًا على خلق انطباعًا قويًا في الذهن يصعب محوه. وهذا يعني، بالنسبة للمعلمين، ما يتم تدريسه يجب أن يكون صحيحًا في المرة الأولى. أما بالنسبة للطالب، فيعني أن التعلم يلزم أن يكون صحيحًا. يعد العمل على محو الانطباعات الأولى الخاطئة من أذهان الطلاب أصعب من تدريسهم المعلومات الصحيحة في المرة الأولى. فإذا تعلم الطالب، على سبيل المثال، تقنية خاطئة، فسيجد المعلم صعوبة في تصحيح العادات السيئة و«إعادة تدريس» الصحيح منها.
بهذا يتبين ضرورة أن تكون التجربة الأولى للطالب إيجابية وعملية وأن تعمل بمثابة أساس تقوم عليه كل التجارب القادمة. فما يتعلمه الطالب يلزم أن يكون صحيحًا ومطبقًا من الناحية الإجرائية في أول مرة يتم بها تناول المواد. كذلك، يجب على المعلم أن يطرح الموضوع بترتيب منطقي، خطوة بخطوة، على أن يكون متأكدًا من تعلم الطلاب الخطوة السابقة بالفعل قبل الانتقال للأخرى. وإذا تم تدريس المهمة وحدها، أو لم يتم تطبيقها بدايةً على الأداء العام، أو كانت هناك ضرورة لإعادة تدريسها، فقد تصبح العملية مربكة ومضيعة للوقت. وتسهل عملية إعداد خطة الدرس واتباعها عملية إيصال الموضوع بشكل صحيح في المرة الأولى.

## الحداثة
ينص مبدأ الحداثة على أن المواد التي يتم تدريسها حديثًا يسهل تذكرها على نحو أفضل. وبالعكس، كلما طالت المدة التي يبعد فيها الطالب عن الحقائق أو الفهم الجديد، زادت صعوبة تذكره لها. فعلى سبيل المثال، من السهل إلى حد ما تذكر رقم هاتف طلبته من دقائق معدودة، ولكن عادةً يصعب تذكر رقم جديد طلبته الأسبوع الماضي. ومن هذا المنطلق، كلما اقتربت مدة التدريب أو التعلم من وقت الحاجة الفعلية لتطبيق هذا التدريب، أصبح المتعلم أكثر قدرة على الأداء بنجاح.
إن المعلومات المكتسبة حديثًا بشكل عام، تصبح إمكانية تذكرها أفضل؛ كذلك تسهم أساليب المراجعة والتلخيص المتكررة في تثبيت المواد محل الدراسة في الذهن. ويدرك المعلمون مبدأ الحداثة عندما يقومون بعناية بإعداد ملخص لحالة الدرس أو التعلم. فيتجه المعلم نحو تكرار النقاط المهمة ويعيد ذكرها والتأكيد عليها في نهاية الدرس لمساعدة الطالب على تذكرها. ويمكن القول إن مبدأ الحداثة غالبًا ما يحدد تسلسل المحاضرات المدرجة في سياق التعليم.

## الكثافة
كلما كانت المادة التي يتم تدريسها أكثر كثافة، زادت احتمالية الاحتفاظ بها في الذاكرة. فتجربة التعليم التي تتميز بالذكاء أو الوضوح أو الحيوية أو الإثارة يمكنها تحصيل المعرفة عن التجربة الروتينية أو المملة. وبهذا يتضمن مبدأ الكثافة أن الطالب سيتعلم المزيد من الشيء الحقيقي عن ما يتعلمه من بديل هذا الشيء. فعلى سبيل المثال، يمكن للطالب الحصول على مزيد من الفهم والتقدير لفيلم من خلال مشاهدته عن المعرفة التي يكتسبها من خلال قراءة السيناريو. وبالمثل، على الأرجح يكتسب الطالب فهمًا أكبر حول المهام من خلال القيام بها بالفعل بدلًا من مجرد القراءة عنها. فكلما كان التعليم مباشرًا وحساسًا أكثر إلى الحالة الواقعية، كان أكثر تأثيرًا على الطالب. وتخلق تطبيقات العالم الحقيقي التي تعمل على دمج الإجراءات والمهام التي يكون الطلاب قادرين على تعلمها انطباعًا حيًا لهم.
وعلى عكس التعليم العملي، تفرض الفصول المدرسية حدودًا على مقدار الواقعية التي يمكن تحقيقها في التعلم. فيجب على المعلم استخدام الخيال في تقريب صورة الواقع قدر الإمكان. ويمكن أن يستفيد التعليم في الفصول المدرسية من مجموعة واسعة من الوسائل التعليمية، لتحسين الواقعية وجعل التعلم ممتعًا وخلق روح التحدي بين الطلاب. كذلك، يجب على المعلمين التأكيد على النقاط الهامة من التعليم مستخدمين في ذلك أساليب الإيماءات والمهارة في الأداء والصوت. في نفس الوقت تلعب العروض التقديمية والقصص الفكاهية وتمثيل الأدوار دورًا كبيرًا في زيادة الخبرة التعليمية لدى الطلاب. كذلك، يسهم استخدام الأمثلة والقياسات والتجارب الشخصية في إضفاء طابع الواقعية على التعليم. ويجب على المعلمين تحقيق الاستفادة الكاملة من الحواس (السمع, البصر، اللمس، التذوق، الشم, التوازن, الإيقاع، إدراك العمق, وغيرها).

## الحرية
ينص مبدأ الحرية على أن المواد التي يتم تعلمها بحرية يتم تعلمها على نحو أفضل. وبالعكس، كلما أرغم الطالب على دراسة مواد لا يحبها، صعب عليه تعلم واستيعاب وتطبيق ما يدرّس له. حيث تتنافى أساليب الإكراه والإرغام مع حالة نمو الشخصية. وكلما زادت مساحة الحرية التي يتمتع بها الأفراد داخل المجتمع، زاد الرقي الفكري والأخلاقي الذي يتمتع به المجتمع ككل.
وحيث إن التعلم يعتبر عملية نشطة، فيجب أن يحصل الطلاب على الحرية: فحرية الاختيار، وحرية الفعل، وحرية تحمل نتائج الفعل هم ثلاثة أنواع رئيسية من الحريات التي تشكل المسؤولية الشخصية. فإذا لم يتم توفير مساحة من الحرية، فقد يصبح الطلاب أقل اهتمامًا بالتعليم.

## المتطلبات
ينص قانون المتطلبات على أنه «يجب أن يكون لدينا شيء لنحصل على شيء آخر أو نقوم بشيء.» فقد تظهر تلك المتطلبات في شكل قدرة أو مهارة أو وسيلة أو أي شيء يساعدنا تعلم شيء أو اكتسابه. وهناك حاجة إلى معرفة نقطة البداية أو الأصل ؛ على سبيل المثال، إذا كنت ترغب في رسم شخص، فيلزم أن تحصل على الأدوات التي يمكنك من خلالها الرسم، وكذلك يجب أن تعلم كيف ترسم نقطة وخطًا وشكلًا وهكذا حتى تصل إلى هدفك، والذي هو رسم شخص.

## قوانين التعلم المطبقة على تعلم الألعاب
لقد تم طرح مبادئ التعلم باعتبارها تفسيرًا يوضح لماذا يمكن لتعلم الألعاب (استخدام الألعاب لعرض المواد أو لتحسين مستوى الفهم أو لزيادة معدل الاحتفاظ بالمعلومات في الذاكرة) أن يأتي بمثل هذه النتائج المذهلة. وعلى وجه الخصوص، تطرح مبادئ التعلم الحالات المشابهة كثيرًا لعدد من تقنيات التصاميم المستخدمة في الألعاب. فتستخدم الألعاب تقنية الانغماس، وهي «الحالة التي يكون فيها الأشخاص منغمسين للغاية في نشاط ما ويبدو وكأن أي أمر غير هذا لم يعد يهم؛ إن التجربة بحد ذاتها ممتعة للغاية لدرجة أن الأشخاص قد يقدمون على فعلها بأي تكلفة كانت، في سبيل رغبتهم الكاملة في القيام بذلك.» (ميهالي كسكسزينتميهالي) ويكمن الهدف الرئيسي من الانغماس في الألعاب في خلق تجربة تحفيزية بشكل جوهري، الأمر الذي يعتبر جزءًا من مبدأ الاستعداد.
تستخدم الألعاب العديد من التقنيات الأخرى التي ترتبط بمبادئ التعلم. فهي تستخدم الممارسة لإطالة أمد اللعبة، الأمر الذي يعتبر جزءًا من مبدأ الممارسة. كذلك يقوم مصممو الألعاب بالتركيز بشدة على النتائج، الأمر الذي يعتبر جزءًا من الممارسة. وتستخدم الألعاب تقنية تتسم بالبساطة لتقليل الانحرافات وصعوبات التوازن التي تؤثر على المهارة، وتربط بدقة بين الأفعال والنتائج التصحيحية. وهذا يؤثر بالضرورة على الانسيابية والدوافع ويزيد من الشعور الإيجابي تجاه النشاط، الأمر الذي يرتبط مجددًا بمبادئ الممارسة والاستعداد والتأثير. تستخدم الألعاب أساليب الانغماس والانخراط باعتبارهما وسيلتين تهدفان لإنشاء تجارب جاذبة لانتباه اللاعبين، الأمر الذي يعتبر جزءا من مبدأ الكثافة. وأخيرًا، يتمثل جزءًا من الجاذبية الرئيسية للألعاب في كونها ممتعة. ولكن على الرغم من صعوبة تعريف معنى المتعة، إلا أنه يمكننا القول إنه من الواضح أنها تتضمن مشاعر مثل المشاركة والرضا والبهجة والاستمتاع والتي تعتبر جزءًا من مبدأ التأثير.

## وصلات خارجية
Contemporary Educational Psychology/Chapter 2: The Learning Process on ويكي الكتب

## كتابات أخرى
- Fuchs, Alfred H. and Katharine S. Milar (2003). "Psychology as a Science" (PDF). في Weiner, Irving; Donald K. Freedheim (المحرر). Handbook of Psychology. New York: Wiley. {{استشهاد بكتاب}}: الوسيط غير المعروف |الرقم المعياري= تم تجاهله يقترح استخدام |ردمك= (مساعدة)صيانة الاستشهاد: أسماء متعددة: قائمة المحررين (link)
- Hilgard, E and G. Bower (1966). Theories of Learning. New York: Appleton Century-Crofts.
- Seligman, M. 1970. On the generality of the laws of learning. Psychological Review, 77, 406-418.
- Thorndike، E (1999) [1913]. Education Psychology. New York: Routledge. {{استشهاد بكتاب}}: الوسيط غير المعروف |الرقم المعياري= تم تجاهله يقترح استخدام |ردمك= (مساعدة)
- Thorndike, E. (1932). The Fundamentals of Learning. New York: Teachers College Press.